# ГЕС Сан-Хосе I
ГЕС San Jose I (ісп. Сан-Хосе I) – гідроелектростанція в Болівії, за чотири десятки кілометрів на північний схід від Кочабамби. Знаходячись між ГЕС Santa Isabel та ГЕС Сан-Хосе II, становить третій ступінь дериваційного каскаду у сточищі річки Еспіриту-Санту, лівого витоку Чапаре (впадає ліворуч до Маморе, правого витоку Мадейри, котра в свою чергу є правою притокою Амазонки).
Відпрацьована на ГЕС Santa Isabel вода потрапляє у балансуючий резервуар Агуас Кларас, розташований на мису неподалік злиття Santa Isabel та Малаги – лівого та правого витоків Паракті, правої притоки Еспіриту-Санту. Сюди ж надходить додатковий ресурс із водозаборів, створених на:
- Santa Isabel;
- Малазі;
- Антарі (невелика ліва притока Малаги);
- п’яти правих притоках Паракті – Ronco, Ronquito, Cañón (Miguelito), Roque Mayu, Solitario (San Jacinto) – для чого прокладено водозбірний тунель довжиною 4,25 км з діаметром 2,7 метра, який на завершальному етапі перетинає Малагу.
Від Агуас Кларас починається головний дериваційний тунель довжиною 4,9 км з діаметром 3,1 метра, котрий перетинає Santa Isabel та далі прямує через лівобережний гірський масив Паракті. На завершальному етапі він переходить у напірний водовід довжиною 0,5 км, який подає ресурс до машинного залу. 
Основне обладнання станції становлять дві турбіни типу Пелтон потужністю по 27,5 МВт, що працюють при напорі у 313 метрів. Відпрацьована вода відводиться у нижній балансуючий резервуар Мігелето, звідки спрямовуватиметься на ГЕС San Jose II.
Для видачі продукції її напруга піднімається до 230 кВ.
Станцію ввели в експлуатацію на початку 2018 року.